# Swarthy Songs for Swabs
Swarthy Songs for Swabs es un EP de la banda neozelandesa The 3Ds, lanzado en 1990 por Flying Nun Records en formato de disco de vinilo de 12''

## Lista de canciones
1. «Sing-Song» – 2:19
2. «Bunny» – 1:52
3. «Ritual Tragick» – 3:15
4. «Meluzina Man» – 2:54
5. «Nimmo's Dream» – 2:41
6. «Grimace» – 2:03